# سلالة ليانغ المتأخرة الحاكمة

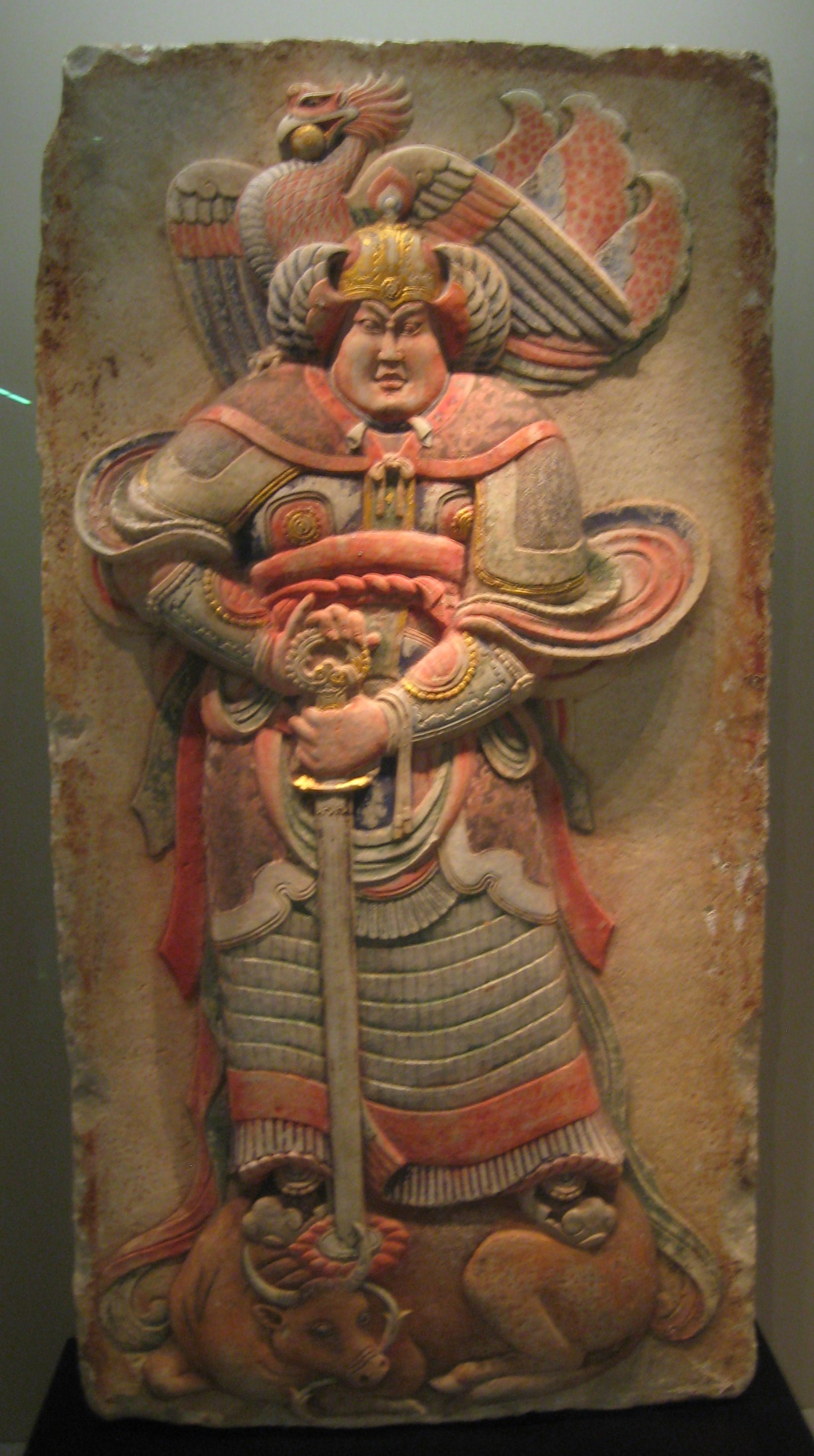
نحت على الحجر من مقبرة وانغ تشوزي. المتحف الوطني، بكين

أسرة ليانغ المتأخرة ((بالصينية المبسطة: 后梁; بالصينية التقليدية: 後梁; البينيين: Hòu Liáng)) (1 يونيو، 907–923) كانت واحدة من الأسر الخمس أثناء فترة الأسر الخمس والممالك العشر في الصين. وقد أسسها تشو ون، المعروف بعد وفاته باسم تايشو ليانغ المتأخرة، بعد ما أجبر الإمبراطور الأخير من أسرة تانغ على التنازل عن العرش لصالحه (ثم قتله). وقد استمرت أسرة ليانغ المتأخرة حتى عام 923 عندما دمرتها أسرة ليتر تانغ.

## تشكيل أسرة ليانغ المتأخرة
تشو ون ناصر نفسه في البداية كقائد هوانغ تشاو. ومع ذلك، أخذ أفضل قوات هوانغ وأنشأ قاعدة سلطته الخاصة كقائد حرب في كايفنغ. وقبل عام 904، فرض سيطرته على كل من عاصمتي أسرة تانغ تشانغآن ولويانغ. وقد أمر تشو بقتل إمبراطور تانغ، تشاوزونغ، عام 904 وأطيح بإمبراطور تانغ الأخير، آي دي (إمبراطور تانغ، آي)، بعدها بثلاث سنوات. وقتل إمبراطور تانغ، آي، عام 908، بأمر من تشو أيضًا.
في هذه الأثناء، أعلن تشو ون نفسه إمبراطور أسرة ليتر يانغ الجديدة في كايفنغ عام 907. ويشير الاسم ليانغ إلى منطقة هنان التي استقر بها قلب النظام.

## مدى السيطرة
سيطرت أسرة ليانغ المتأخرة على معظم شمال الصين، على الرغم من أن الكثير من إقليم شنشي (الذي حكمته مملكة تشي) وكذلك مقاطعة خبي (التي حكمتها مملكة مملكة يان) وإقليم شانشي (الذي حكمه قبيلة ترك شاتو) ظلت خارج سيطرتها إلى حد كبير.

## نهاية الأسرة
ظلت أسرة ليانغ المتأخرة على علاقة متوترة مع ترك شاتو، بسبب التنافس بين تشو كوانزونج ولي كيونغ، وهي العلاقة التي ترجع بدايتها إلى فترة أسرة تانغ. وبعد وفاة لي كيونغ، استمر ابنه، لي كونزو، في توسيع مملكة جين. كان لي قادرًا على تدمير ليانغ المتأخرة عام 923 وتأسيس أسرة ليتر تانغ.

## مؤتمر التفويض السمائي على ليانغ المتأخرة
من خلال التاريخ الصيني بوجه عام، كان مؤرخو الممالك الأخيرة هم من منحوا التفويض السمائي بعد الوفاة للأسر السابقة. وكان يتم ذلك عادة بغرض تقوية علاقات الحكام الحاليين مع التفويض بأنفسهم. قام مؤرخ أسرة سونغ زيو جوزهينغ بفعل هذا بالضبط في كتابه تاريخ الأسر الخمس (五代史).
أعطيت مبررات عديدة لذلك، وأنظمة الأسر الخمس المتوالية، لتمنح التفويض السمائي. كان من بينها، تلك الأسر التي حكمت جميعها معظم المنطقة الحيوية الصينية التقليدية. ومع ذلك، كانت ليانغ المتأخرة مصدر حيرة في الوحشية التي استخدمتها، مسببة رغبة العديد في إنكار هذه الحالة عليها، ولكن فعل ذلك سوف يكسر السلسلة خلال الأسر الخمس الأخرى، وبالتالي أسرة سونغ، التي كانت خلفًا لآخر الأسر الخمس.

## حكام أسرة ليانغ المتأخرة
| اسم المعبد   | الاسم بعد الوفاة | اسم العائلة والاسم المعروف | اصطلاحات التسمية الصينية   | فترات الحكم | اسم العصر والفترة المتوافقة                                          |
| ------------ | ---------------- | -------------------------- | -------------------------- | ----------- | -------------------------------------------------------------------- |
| تايشو (太祖) | زيانوو (獻武)    | تشو ون (朱溫)              | اسم العائلة والاسم المعروف | 907–912     | كايبينغ (開平) 907–911 تشيانهوا (乾化) 911–912                       |
| لا يوجد      | لا يوجد          | تشو يوغوي (朱友珪)         | اسم العائلة والاسم المعروف | 912–913     | تشيانهوا (乾化) 912–913 فينجلي (鳳曆) 913                            |
| لا يوجد      | مو (末)          | تشو تشين (朱瑱)            | اسم العائلة والاسم المعروف | 913–923     | تشيانهوا (乾化) 913–915 زينمينغ (貞明) 915–921 لونغدي (龍德) 921–923 |